# 中国驻丹麦大使馆
中华人民共和国驻丹麦王国大使馆（丹麥語：Folkerepublikken Kinas ambassade i Kongeriget Danmark），简称中国驻丹麦大使馆，是中华人民共和国驻丹麦的外交代表机构。

## 机构设置
中国驻丹麦大使馆设置下列机构：
- 政治新闻处
- 经济商务处
- 科技教育文化处
- 武官处
- 办公室